# Ala (Daguestan)
Ala - Ала (rus) - és un poble del Daguestan, a Rússia, que en el cens del 2010 tenia 140 habitants. Pertany al districte rural de Gunib.